# 新潟県道231号新関橋田村松線

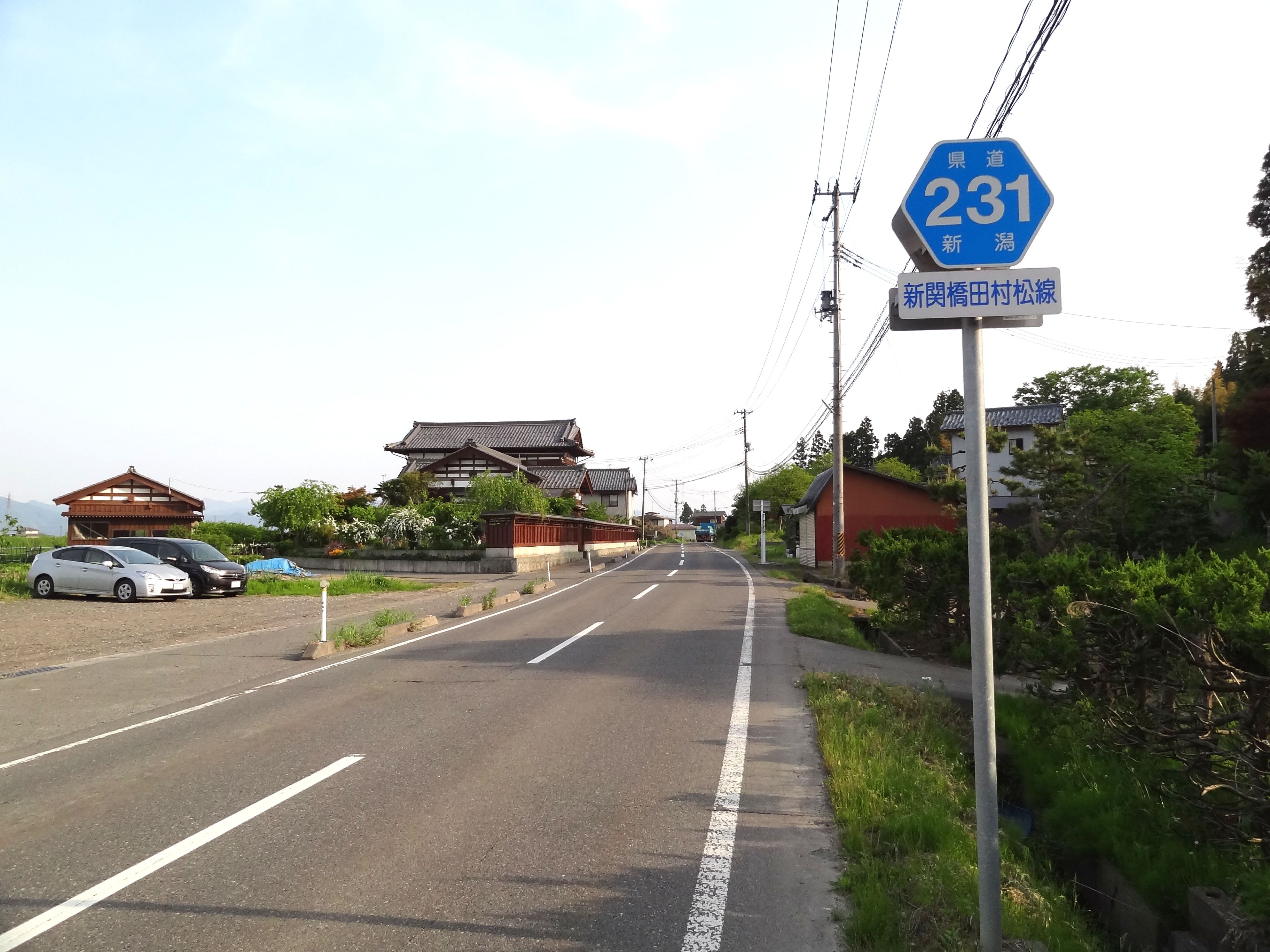
新潟市秋葉区小口付近

新潟県道231号新関橋田村松線（にいがたけんどう231ごう しんせきはしだむらまつせん）は、新潟県新潟市（秋葉区）から同県五泉市に至る一般県道である。

## 概要

### 路線データ
- 起点：新潟県新潟市秋葉区小口字村下（新潟県道7号新津村松線交点）
- 終点：新潟県五泉市本田屋（新潟県道7号新津村松線交点）

## 通過する自治体
- 新潟県
  - 新潟市（秋葉区） - 五泉市

## 接続する道路
- 新潟県道7号新津村松線（起点：小口交差点）
- 新潟県道41号白根安田線（丸田交差点）
- 新潟県道55号新潟五泉間瀬線（橋田交差点）
- 新潟県道404号中名沢刈羽線（五泉市西四ツ屋）
- 新潟県道295号下戸倉五泉線（五泉市町屋 - 五泉市千原で重複）
- 新潟県道7号新津村松線（終点：五泉市本田屋）

## 周辺
- JR磐越西線 新関駅
- 医療法人社団 真仁会 南部郷総合病院
- 五泉市役所 村松支所（旧・村松町役場）
- 新潟県立五泉特別支援学校
- 五泉市立橋田小学校
- 五泉市立村松小学校
- 第四北越銀行 村松支店
- 加茂信用金庫 村松支店
- はばたき信用組合 村松支店
- JA新潟みらい 村松支店
- 橋田郵便局
- 村松郵便局
- 小口簡易郵便局
- ブルボン 五泉工場
- コメリハードアンドグリーン 村松店
- 村松ショッピングセンター
  - ひらせいホームセンター 村松店
  - スーパーマーケットサイトウ
  - サンキ 村松店
  - ドラッグトップス 村松店
- クスリのコダマ 村松店
- ファッションセンターしまむら 村松店
- 五泉市営球場
- 能代川

## その他
- 路線名の「新関」・「橋田」・「村松」は、いずれも旧自治体名（新潟県中蒲原郡新関村、同郡橋田村、同郡村松町）に由来する。